# Patricia Aulitzky
Patricia Aulitzky (ur. 7 lipca 1979 w Salzburgu) – austriacka aktorka.

## Życiorys
Urodziła się w Salzburgu. Podróżowała przez Kanadę i Południową Amerykę, zanim dotarła do Londynu, gdzie rozwijała umiejętności w zakresie aktorstwa i śpiewu. W latach 1999−2003 studiowała w Performing Arts Studios w Wiedniu.
W 2003 wystąpiła w Capitol Theater w Düsseldorfie w sztuce Dziewczyna zwana Rosemary (Das Mädchen Rosemarie). Grała także na scenach w Salzburga, w Wiedniu, Monachium czy Frankfurcie nad Menem.
Po występie przed kamerami w roli Zuggast w komedii telewizyjnej ARD/BR/ORF Boże Narodzenie wszech czasów (Ausgerechnet Weihnachten, 2005) z Ulrichem Noethenem, jako Sabine w melodramacie telewizyjnym ZDF Kapłan górski 2: Tęsknota za Hohenau (Der Bergpfarrer 2 − Heimweh nach Hohenau, 2005) ze Stephanem Lucą i w roli Geisel w filmie krótkometrażowym Good Kill (2006) u boku Henninga Bauma, jej pierwszą rolą kinową była młoda kobieta w taksówce w komediodramacie Shoppen (2006). Przełom w jej karierze nastąpił dwa lata później, gdy zagrała główną rolę kobiecą Jacqueline A. w przebojowym biograficznym dramacie muzycznym Falco (Falco – Verdammt, wir leben noch!, 2008) z udziałem Christiana Tramitza. Następnie została obsadzona w roli Klary w dramacie Dzień i noc (Tag und Nacht, 2009) u boku Philippa Hochmaira, patolog sądowy w telewizyjnym dramacie kryminalnym ZDF Martwa kobieta bez alibi (Die Tote ohne Alibi, 2012) z Maxem Simonischekiem, Kathrin, córki dentystki dr Almuth Seegers (Senta Berger) w komediodramacie telewizyjnym Almuth i Rita (Almuth & Rita, 2013) oraz w roli Barbary Murner w telewizyjnym dramacie historycznym ZDF Dusze w ogniu (Die Seelen im Feuer, 2013) o polowaniach na czarownice w Bambergu u boku Axela Milberga i Richy’ego Müllera.
W latach 2015−2018 i 2024 grała tytułową rolę w 16 odcinkach serialu ZDF Lena Lorenz.
Zamieszkała w Berlinie. Ma syna Maximiliana (ur. 2018).

## Wybrana filmografia

### Filmy
- 2011: Wygrani (Die Abstauber, TV) jako Daniela
- 2016: Atak tyrolskich zombie (Attack of the Lederhosen Zombies) jako Hilde
- 2017: Najlepszy ze światów (Die beste aller Welten) jako policjantka
- 2022: Kalt (TV) jako Melanie Sieten

### Seriale
- 2008: Die Rosenheim-Cops – odc. „Tut Harry Norden morden?” jako Johanna Reitmann–Schwarz
- 2009: Jednostka specjalna „Dunaj” – odc. „Bruderliebe” jako Rita Blaschek
- 2011: Górski lekarz – odc. „Männer und Frauen” jako Nora Rahn
- 2015−2018: Lena Lorenz jako Lena Lorenz
- 2016: Jednostka specjalna „Dunaj” – odc. „Wir sind viele” jako Eva Winkler
- 2024: Lena Lorenz jako Lena Lorenz